# Ngựa Silesia
Ngựa Silesian (tiếng Ba Lan: Koń ląski, tiếng Silesia: Ślůnski kůń), là một giống ngựa máu ấm có nguồn gốc từ vùng Silesia trong lịch sử, hiện nay vùng này nằm chủ yếu ở Ba Lan.
Giống ngựa này là loại nặng nhất trong số các giống ngựa máu ấm Ba Lan, và chịu ảnh hưởng chủ yếu của Ngựa Thuần Chủng và ngựa Oldenburg và một phần bởi các giống lai ngựa Đông Friesian (ngựa Ostfriesen và Alt-Oldenburger) và ngựa lai Đức. Ảnh hưởng của giống ngựa Oldenburg đặc biệt rõ rệt sau Thế chiến II, khi các con ngựa nhập khẩu được sử dụng để giữ cho giống ngựa này không bị tuyệt chủng. Hai loại ngựa được công nhận trong tiêu chuẩn giống, một loại cũ và mới.
Lúc 3 tuổi, những con ngựa loại cũ có chiều cao khi đứng là từ 160 - 170 centimet (15,3 - 16.3 hand) tính từ bả vai, con cái thì chiều cao thấp hơn khoảng 2 cm; chu vi là 190 – 210 cm (75 – 83 in) và chu vi các chi khoảng 23 – 24 cm. Loại mới hoặc loại đua cao hơn và nhẹ hơn, các con ngựa có chiều cao khi đứng tính từ bả vai là từ 164 đến 170 cm (16.1 - 16.3 hand) và ngựa cái cũng có chiều cao thấp hơn khoảng 2 cm; kích thước chu vi là từ 185 – 200 cm và chi vi xương chi là từ 21.5–23 cm. Ngựa đực có trọng lượng trung bình 650 kg (1.430 lb), ngựa cái thấp hơn, chỉ khoảng 600 kg. Cuốn sách giống ngựa hiện tại có từ năm 1961; đăng ký cho loại ngựa này đã được lưu giữ từ cuối thế kỷ 19. Trong năm 2008, giống có số lượng khoảng 5000.